# You & I (倉木麻衣の曲)
「Y☺︎u & I」（ユー・アンド・アイ）は、2023年12月22日よりデジタル配信された倉木麻衣の楽曲。

## 概要
倉木にとって、2023年10月28日の「Unraveling Love 〜少しの勇気〜」からおよそ2ヶ月ぶりとなるデジタルシングルでのリリースである。「グルーヴ感が心地良い」、「『何があっても大丈夫だよ!』と、さりげなく背中を押してくれる」、「ポジティブなメッセージソング」と紹介される。
2023年11月11日、本楽曲の配信リリースと読売テレビ・日本テレビ系アニメ『名探偵コナン』の新しいエンディングテーマとして使用されることが発表された。倉木麻衣の楽曲が、同じ時期に同番組のオープニングテーマとエンディングテーマ両方に使用されるのはおよそ2年ぶりである。同年12月2日に放送されたエピソードから楽曲のオンエアが始まった。
本楽曲は、同年12月22日にサブスクリプションサービスを含む各配信サイトでの配信が始まった。

## プロモーション
2023年12月8日より、各種サブスクリプションサービスにおいて倉木麻衣の全ての楽曲が解禁された。これまで『名探偵コナン』のタイアップ曲のみの配信だったが、一部ボーナストラックなどを除く全ての楽曲が配信の対象となる。このサブスク解禁は、2024年の同日に25周年を迎える倉木が25周年イヤー・プロジェクトの第1弾として実施された。
また、同年12月22日、サブスクリプション型音楽ストリーミングサービス「AWA」は、オンライン空間「ラウンジ」にて、倉木がリアルタイムで参加するAWAラウンジが開催された。25周年イヤー・プロジェクトのサブスク解禁と本楽曲のリリースを記念して催されたもので、無料で誰でも参加でき、倉木本人と倉木のデビュー当時から関わりのあるディレクターがチャットに参加するオンラインイベントとして企画された。

## 収録曲
1. Y☺︎u & I (3:29)
作詞：Mai Kuraki / 作曲：本山清治・Chris Meyer・川口大輔 / 編曲：本山清治

## 楽曲解説
Y☺︎u & I
- テレビアニメ「名探偵コナン」のエンディングテーマ（使用期間は2023年12月2日から2024年8月10日まで）。
- 2022年から試行錯誤をして制作していた楽曲。倉木が好むR&Bテイストをよく反映した楽曲を北欧のサウンドクリエーターらと共同で作った[9]。
- ネガティブな気持ちを乾かし、心をリラックスさせ、軽くできるようなポジティブなものに仕上げた[9]。
- 肩の力を抜いてライトに歌い、リズムやgrooveに身を委ね、自由に感じたままの気持ちでレコーディングに臨んだ[9]。
- 楽曲構成を考え、倉木本人がサウンドプロデュースもした[9]。
  - デモの段階で、サックスのソロパートのサウンドが頭に浮かんだので、LIVE TOURにもサックスの演奏で参加経験のあるサックス奏者のAmiと、2サビ終わりの間奏を一緒にサックスレコーディングした[9]。
  - レコーディング中にも様々なアイディアが浮かび、コーラスワークなども、頭に流れてきたメロディを思うままにレコーディングして完成させた[9]。
- 歌詞に関して、これでもかというくらいストレートで超ポジティブな楽しいものができ上がったと語った[9]。

## チャート成績
デジタルシングル「Y☺︎u & I」は、2024年1月3日公開の「Billboard Japan Top Download Songs」において初登場52位を記録した。
また、2024年1月1日付の「オリコン週間デジタルシングル（単曲）ランキング」では初登場44位を記録した。